# Der Wandergeselle

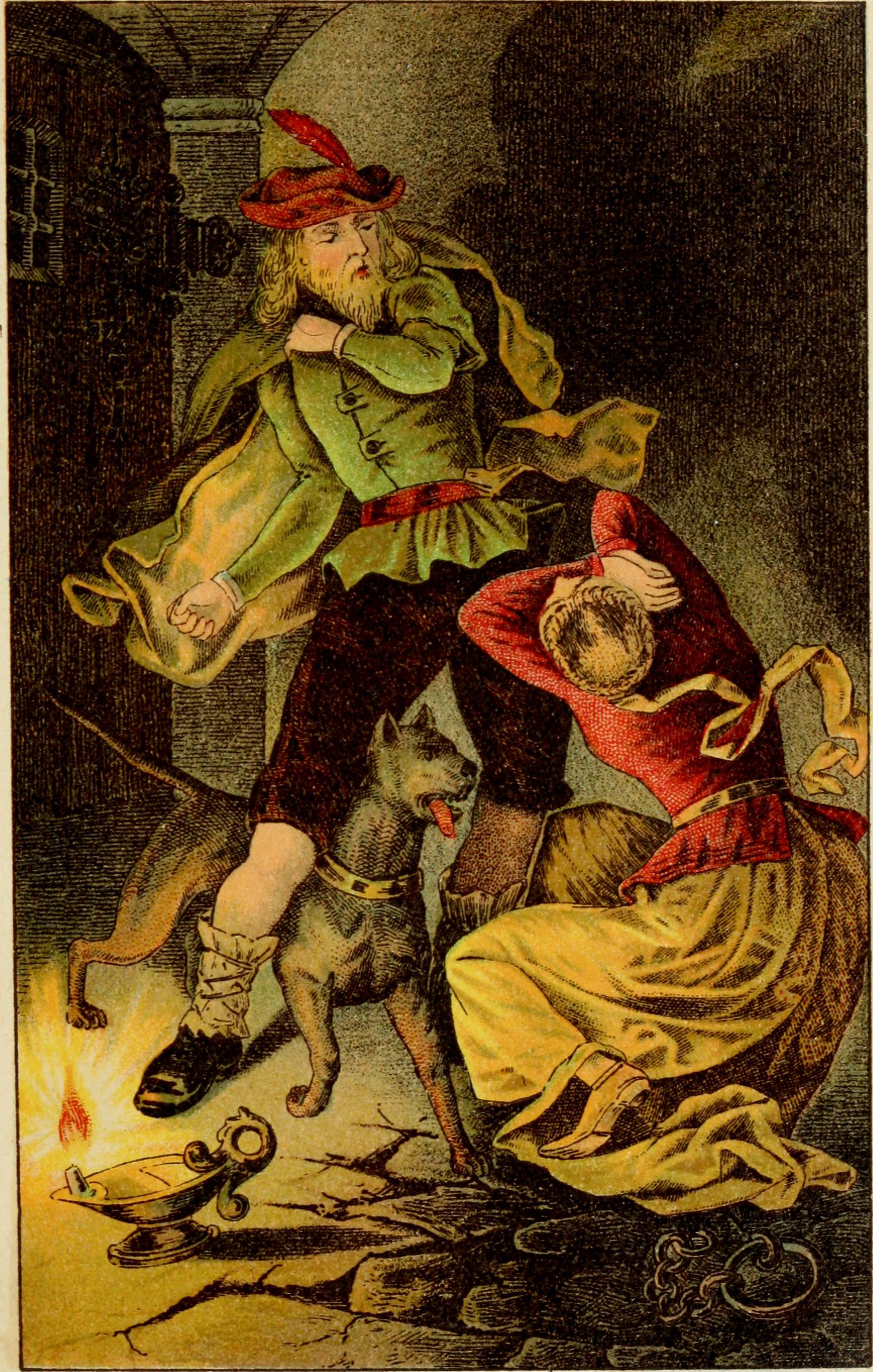
Illustration, 1890

Der Wandergeselle ist ein Märchen. Es steht in Ludwig Bechsteins Neues deutsches Märchenbuch an Stelle 19.

## Inhalt
Ein Metzgergeselle geht nach dem Tod des Vaters fort. Die Mutter gibt ihm den besten Hund mit. Im Wald überfallen ihn Räuber und töten den Hund. Er erzählt es einer alten Frau im Wald, die gibt ihm drei Hunde, dazu ein Pfeifchen, sie in der Not zu rufen. Ein Wirt setzt ihm Menschenfleisch vor und zeigt ihm die Schlachtkammer, wo er ihm dienen soll. Doch der Gesell pfeift seinen Hunden, tötet den Wirt und seine Komplizen und befreit das Gesinde. Zum Dank gibt ihm die Wirtin eine Tabakdose, wer daraus schnupft, muss sitzen bleiben, bis er ihn lossagt. Er begegnet einem Trauerwagen mit einer Prinzessin, die ihr Vater zum Teufel schickte, dass der dafür das Land verschone. Der Geselle bietet dem Teufel seine eigene Seele und lässt ihn drauf schnupfen, da muss er beide freigeben. Doch der Kutscher zwingt die Prinzessin, ihn als den Retter auszugeben und zu heiraten. Sie schiebt die Hochzeit hinaus. Schließlich kommt der wahre Held als Bettler verkleidet, lässt sich im Gasthof herausputzen und von der Prinzessin abholen. Der Kutscher flieht.

## Vergleiche

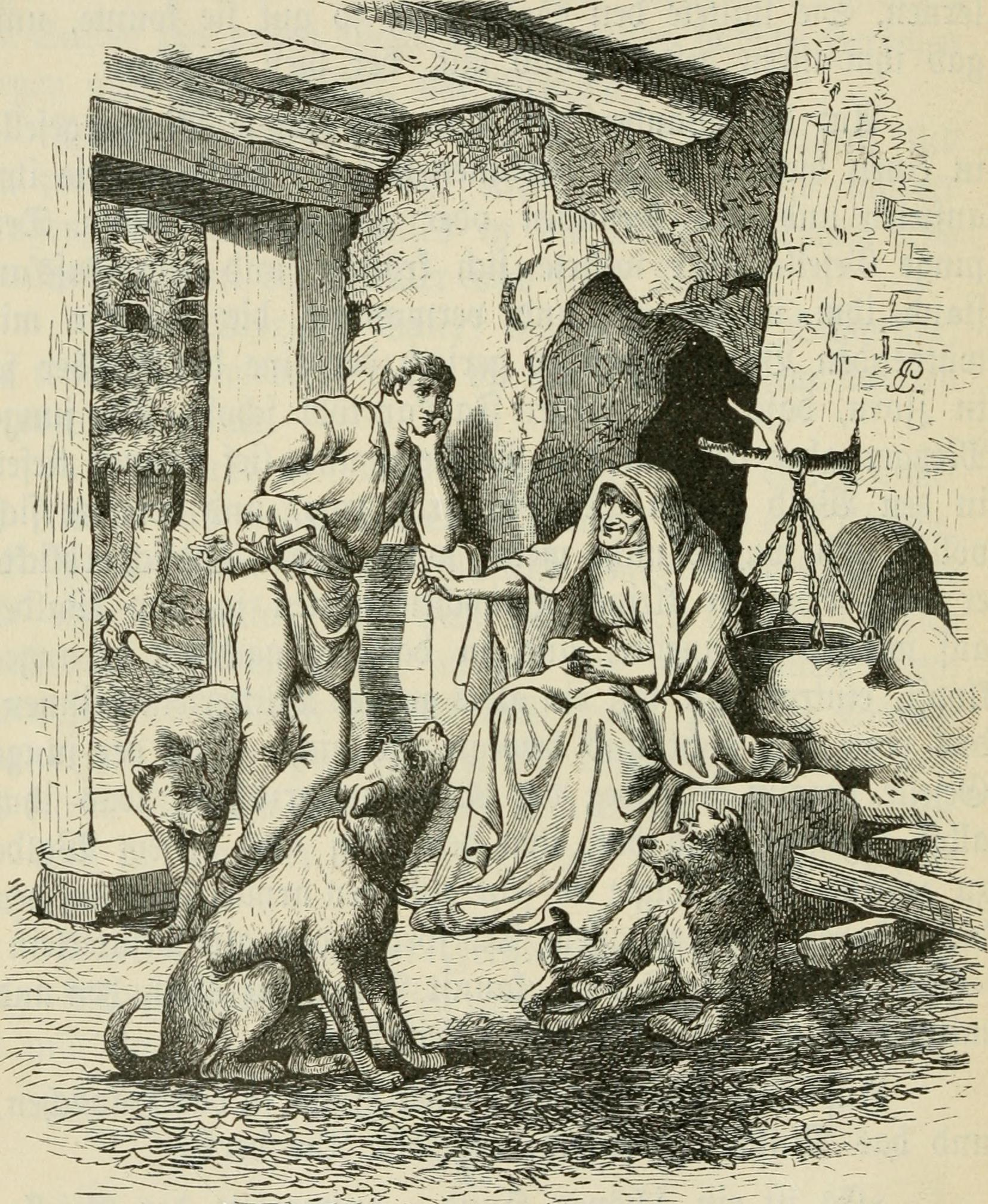
Illustration, 1890

Die Quelle ist unbekannt, laut Bechstein „Mündlich aus dem Saaltale“, er vergleicht Die drei Hunde und Der Schmied von Jüterbog in Deutsches Märchenbuch. Den Schluss (wohl dass der Kutscher geschont wird) habe er modernisiert.
Vgl. zu den Hunden die Anmerkung zu Grimms KHM 54 Der Ranzen, das Hütlein und das Hörnlein, ferner KHM 46 Fitchers Vogel, KHM 62a Blaubart, KHM 60 Die zwei Brüder, KHM 82 De Spielhansl, KHM 111 Der gelernte Jäger, Basiles I,7 Der Kaufmann.